# Rhona Wurtele
Rhona Wurtele Gillis, OM, (* 21. Januar 1922 in Saint-Lambert; † 17. Januar 2020 in Pointe-Claire) war eine kanadische Skirennläuferin. Sie gehörte in den Jahren nach dem Zweiten Weltkrieg zusammen mit ihrer Zwillingsschwester Rhoda zu den besten Rennläuferinnen ihres Landes. Wurtele wurde 1946 als erste Kanadierin US-amerikanische Meisterin. Bis 1952 folgten zwei weitere Titel.

## Biografie
Wurtele gewann ihre ersten beiden US-amerikanischen Titel 1946, als sie Meisterin im Slalom und in der Kombination wurde. Im Jahr darauf sicherte sie sich den Titel in der Kombination. Bei der ersten Austragung eines Riesenslaloms im Rahmen der US-Meisterschaften holte sie 1952 ihren vierten Titel. 1948 nahm Wurtele als einzige alpine Rennläuferin ihres Verbandes an den Olympischen Winterspielen in St. Moritz teil. Wegen einer Verletzung landete sie in der Abfahrt jedoch nur abgeschlagen auf dem 37. und letzten Platz. Wenige Wochen später erzielte sie in der Abfahrt des Arlberg-Kandahar-Rennens in Chamonix den dritten Platz. Bei den Weltmeisterschaften 1950 in Aspen wurde sie 14. in der Abfahrt und im Slalom disqualifiziert.  1951 gewann sie die Abfahrt und die Kombination des Harriman Cup in Sun Valley und 1952 ein zweites Mal die dortige Abfahrt.
In Erinnerung an ihre sportlichen Leistungen wurde Wurtele zusammen mit ihrer Schwester 1969 in die US National Ski Hall of Fame aufgenommen, 1982 folgte die Aufnahme in die Hall of Fame des Canadian Ski Museum. Im Dezember 2018 wurden die beiden Sportlerinnen zu Mitgliedern des Order of Canada ernannt.
Wurtele war mit dem ehemaligen Skirennläufer Gene Gillis verheiratet. Ihr Sohn Jere war in den 1970er Jahren ein erfolgreicher Eishockeyspieler. Ihre Tochter Margie und ihr Sohn Christopher wurden beide bekannte Tänzer und Choreographen. Christopher starb 1993 an AIDS.

## Erfolge

### Olympische Winterspiele
(zählten zugleich als Weltmeisterschaften)
- St. Moritz 1948: 37. Abfahrt

### Weltmeisterschaften
- Aspen 1950: 14. Abfahrt